# 折彦质
折彦质（1080年—1160年），字仲古，别号介之，曾筑“葆真”草堂于寿安锦屏山中，自号为葆真居士。宋朝河西府州（今陕西府谷）人。
麟州折家第七代，七世祖折德扆，父折可適。祖籍云中（今山西大同），徙河西府州（今陕西府谷）。
崇寧間中進士。大观四年（1110年），以朝请郎担任直秘阁参军事。宣和七年（1125年），金军围攻开封。靖康元年（1126年）正月，折彦质与种师道、姚平仲、姚古等率军勤王，在南关、黄河等地与金兵交战。六月，宋钦宗以李纲为河东宣抚使、折彦质为勾当公事往援太原。折彦质随制置副使谢潜从威胜军（今山西沁县）出兵，力战四天，因金人增兵未能成功。折彦质被升为河北河东宣抚副使。十一月，折彦质守卫平阳府（今山西临汾）及汾州一带。平阳府、威胜军、隆德军、泽州相继失守。金人长驱南下，宣抚副使折彦质领兵十二万和同知枢密院事李回共守黄河，宋军溃败。折彦质被贬为海州团练副使，永州安置。宋高宗即位后，建炎元年（1127年）六月乙酉折彦质被贬授散官，昌化军（今海南儋州）安置。折彦质被贬海南，留下许多诗文，《全宋诗》录其诗十八首，很多与贬谪海南有关。
绍兴二年（1132年）六月，折彦质复龙图阁直学士，在广西被委任为湖南安抚使兼知潭州。与王𤫉、岳飞、韩世忠、刘光世配合，绍兴四年（1134年）二月剿灭杨幺。折彦质与王𤫉不和，改知静江（今广西桂林）。九月，金朝联合伪齐南犯，赵鼎荐折彦质为川、陕、荆、襄都督府参谋官，升任枢密都承旨。
绍兴五年（1135年），折彦质回到临安，为工部侍郎兼都督府参谋军事，官至兵部尚书。绍兴六年（1136年），担任签书枢密院事，兼权参知政事，十二月，赵鼎罢相，彦质引疾求去，提举临安洞霄宫，知洪州（今江西南昌）。绍兴七年（1137年）赵鼎复相后，折彦质改知福州。紹興九年二月，秦桧专权，折彦质被免职，寓居信州（今江西上饶），不预时事。绍兴十五年（1145年），秦桧党羽侍御史汪勃弹劾彦质妄議朝廷，被贬郴州安置。
绍兴二十五年（1155年）秦桧死后，十二月，折彦质被复官端明殿学士、左朝请大夫，次年春改知广州、洪州。绍兴二十七年（1157年）十二月，折彦质自请提举江州太平兴国宫。绍兴二十九年（1159年）十一月，折彦质以左中奉大夫致仕。绍兴三十年（1160年）八月癸丑，在潭州（今湖南长沙）去世。